# Nowy Dwór Gdański
Pour les articles homonymes, voir Gdanski.
Nowy Dwór Gdański, Tiegenhof en allemand, est une ville de Poméranie avec 9948 habitants en 2006.